# ویتوونیتسا
ویتوونیتسا (به صربی: Vitovnica) یک منطقهٔ مسکونی در صربستان است که در پتروواتس نا ملاوی واقع شده‌است.